# Веттоны

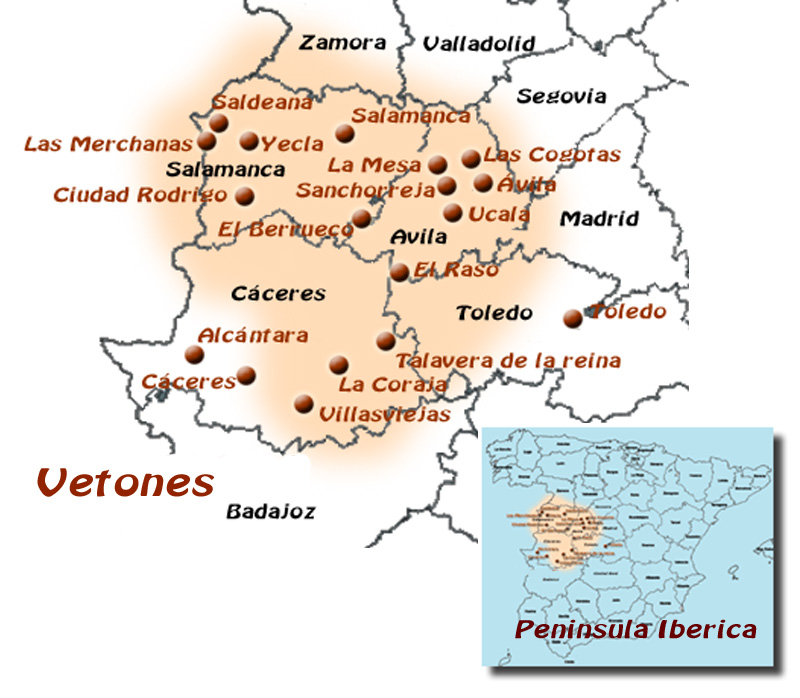
Карта предположительной области распространения веттонов

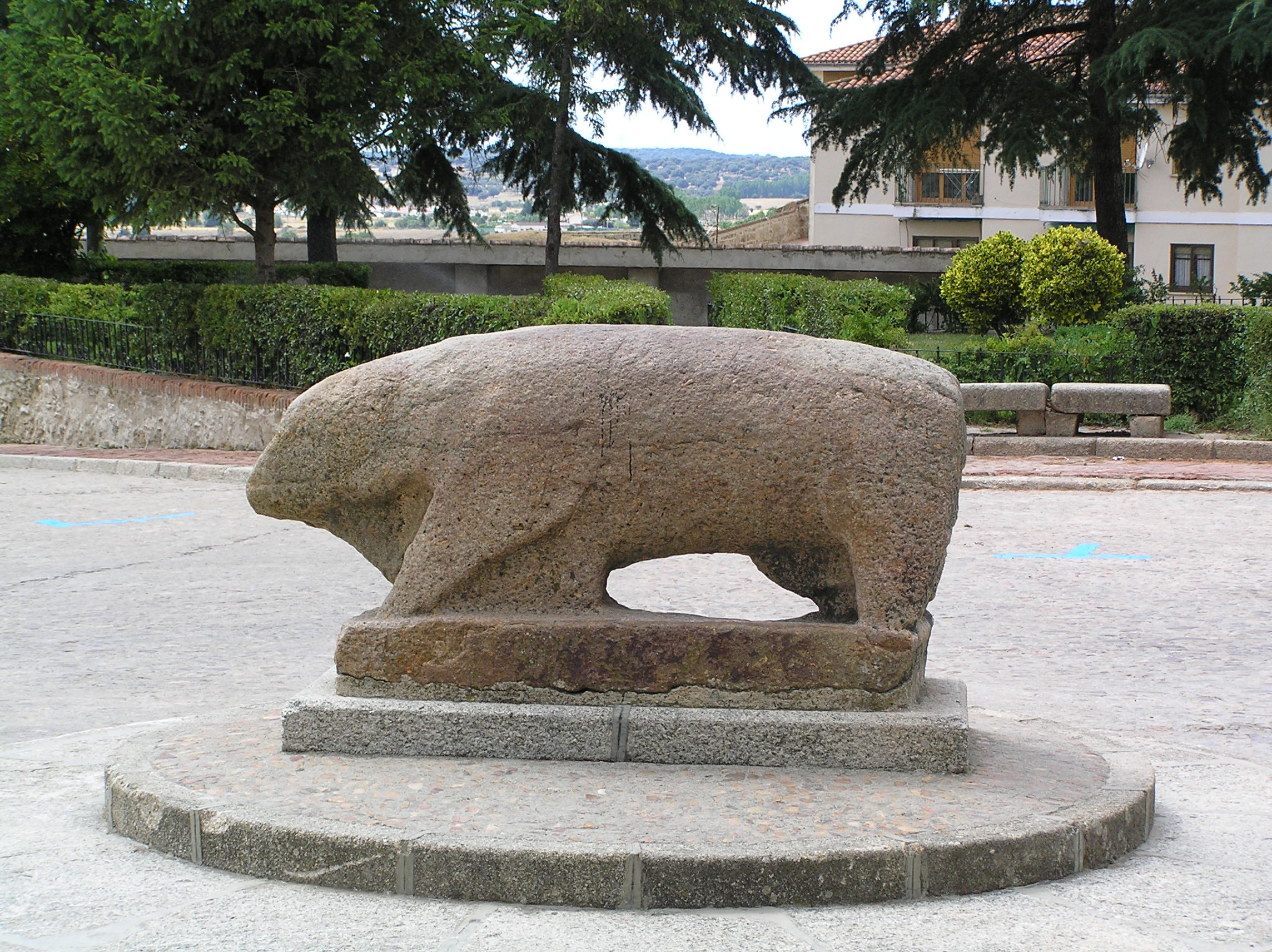
Веррако в Сьюдад-Родриго, Саламанка

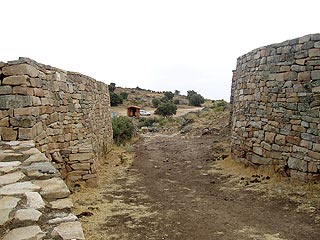
Кастро-де-лас-Коготас. Реконструкция главных ворот

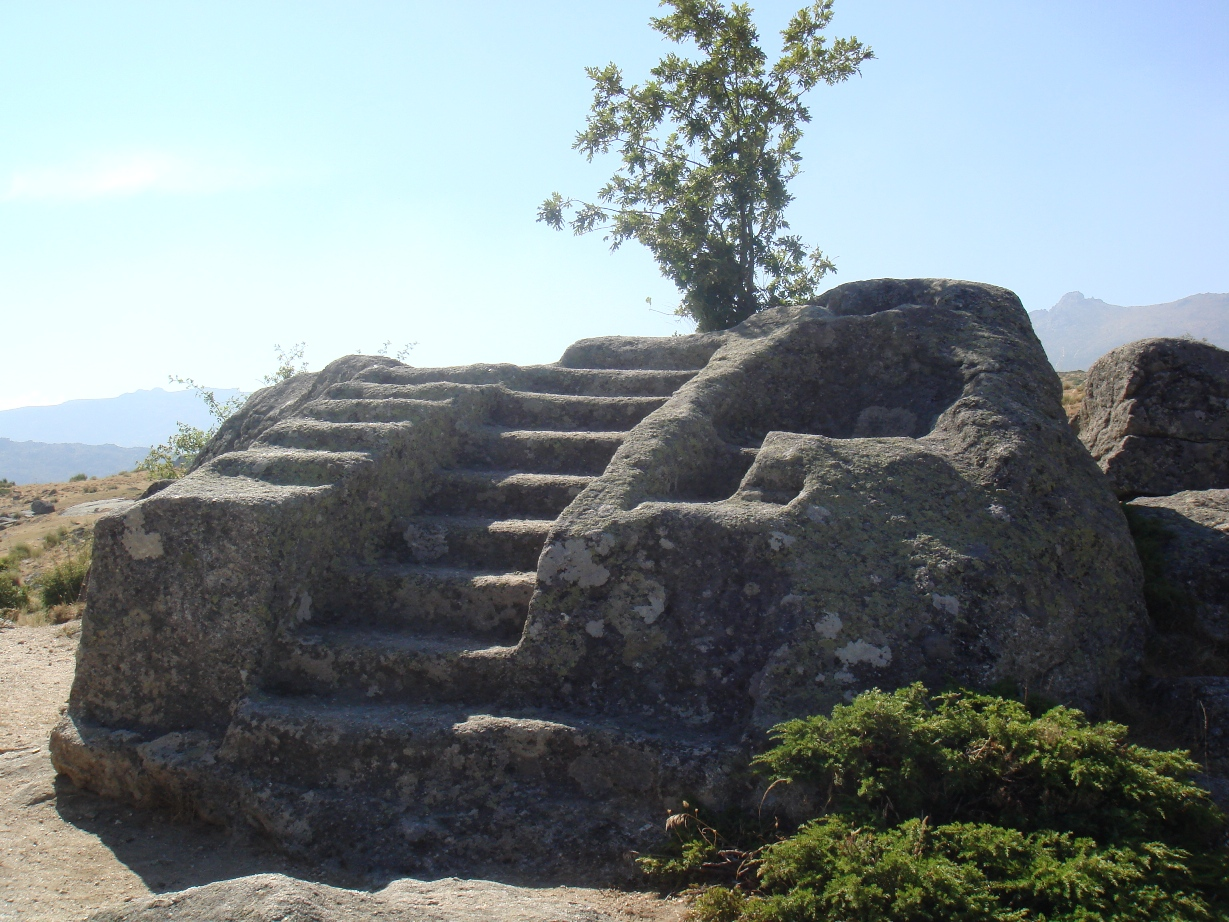
Веттонский алтарь, Улака

Веттоны — один из доримских народов Иберийского полуострова (ныне Испания и Португалия). По происхождению предположительно кельтский или родственный лузитанам. Веттоны обитали в северо-западной части «месеты» — центрального высокогорного плато Иберийского полуострова, где ныне находятся испанские провинции Авила и Саламанка, а также — частично — провинции Самора, Толедо, Касерес и приграничные территории Португалии.
Археологически известны как культура Коготас II или культура Верраскос (Веррако).
К наиболее известным памятникам веттонов относятся веррако — каменные примитивные скульптуры, изображающие животных. Возможно, веррако использовались для игры кальва.
Веттонов не следует путать с обитателями древнего города Веттона, ныне Беттона, в Италии (историческая область Умбрия).